# El virus de Satan
El virus de Satan (títol original: The Satan Bug) és una pel·lícula de suspens de ciència-ficció estatunidenca de 1965 de United Artists, produïda i dirigida per John Sturges, i protagonitzada per George Maharis, Richard Basehart, Anne Francis i Dana Andrews. El guió de James Clavell i Edward Anhalt es va basar lliurement en la novel·la homònima de 1962 d'Alistair MacLean, escrita amb el pseudònim Ian Stuart. La banda sonora de la pel·lícula va ser composta per Jerry Goldsmith. Està doblada al català.
La pel·lícula presentava el primer ús d'un suport de càmera estabilitzat, inventat per Nelson Tyler, col·locat en un helicòpter.

## Argument
Un germen que podria destruir la vida a la Terra és robat d'un laboratori de guerra biològica i el lladre amenaça d'alliberar-lo a la intempèrie, fet que fa que un agent de seguretat actuï.

## Repartiment
- George Maharis com Lee Barrett
- Richard Basehart com Dr. Gregor Hoffman
- Anne Francis com Ann Williams
- Dana Andrews com General Williams
- John Larkin com Dr. Leonard Michaelson
- Richard Bull com Eric Cavanaugh
- Frank Sutton com Donald
- Ed Asner com Veretti
- Simon Oakland com Tasserly
- John Anderson com Reagan
- John Clarke com Raskin
- Hari Rhodes com Johnson
- Henry Beckman com Baxter
- Harry Lauter com a agent SDI fals
- James Hong com Yang